# Bajram Khan

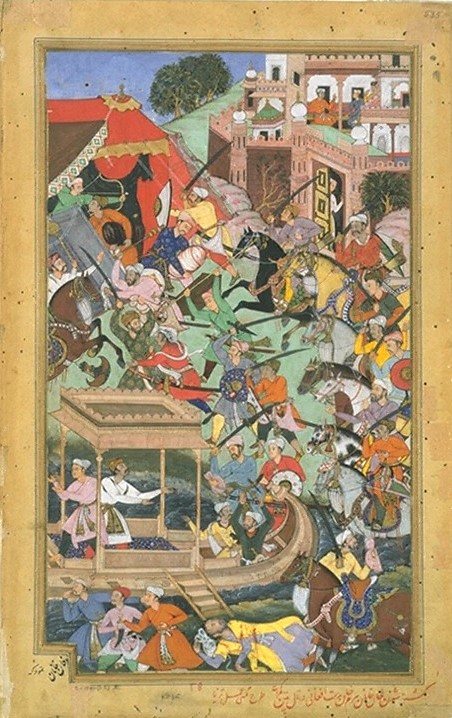
Bairam Khan mördas av en afghan i Patan 1561. Bild ur Akbarnama.

Bajram Khan (pers. بيرام خان), död 1561 (mördad); indisk storman av turkmensk stam. 
Han var först en av stormogulen Humajuns generaler, sedan dennes vesir, och efter Humajuns död slutligen riksföreståndare under Akbar den stores omyndighetstid 1556-1560. I strid utmärkte sig Bajram Khan främst i striderna vid Sirhind och i Andra slaget vid Panipat.
Mördad under hajj av en lohanipashtuner.